# Chemin de fer Varberg-Ätran
 (signalé en juillet 2025).
Si vous disposez d'ouvrages ou d'articles de référence ou si vous connaissez des sites web de qualité traitant du thème abordé ici, merci de compléter l'article en donnant les références utiles à sa vérifiabilité et en les liant à la section « Notes et références ».
- Archive Wikiwix
- Bing
- Cairn
- DuckDuckGo
- E. Universalis
- Gallica
- Google
- G. Books
- G. News
- G. Scholar
- Persée
- Qwant
- (zh) Baidu
- (ru) Yandex
- (wd) trouver des œuvres sur Wikidata

Le chemin de fer de Varberg-Ätran (suédois : Varberg-Ätrans Järnväg) est un chemin de fer entre Varberg et Ätran, utilisé entre 1911 et 1961 (seule une petite partie est encore en usage). 
Les stations le long de la route étaient : Träslöv, Hunnestad, Grimeton, Rolfstorp, Obbhult, Åkulla, Skinnarlyngen, Ullared et Gällared. La ligne était exploitée par des locomotives à vapeur et Diesel.